# Носов, Алексей Филиппович
Алексей Филиппович Носов (15 марта 1905 — 2 февраля 1976) — советский военачальник, участник Великой Отечественной войны, генерал-майор танковых войск (1944).

## Биография
Алексей Носов родился 15 марта 1905 года в Саратове в крестьянской семье. Русский.
Член ВКП(б) с 1929 года.
Образование. Окончил 6 классов Саратовского высшего начального училища (1918). Окончил Киевскую артиллерийскую школу (1928), Ленинградские БТ КУКС (1939), Заочный факультет Военную академию имени М. В. Фрунзе (1950), ВАК при Высшую военную академию имени К. Е. Ворошилова (1955).

### Служба в армии
В Красной Армии с 24 августа 1924 года.
С 24 августа 1924 года — курсант Саратовской пехотной школы. 
В октябре 1925 года переведён в Киевскую артиллерийскую школу.
С августа 1926 года — командир взвода 44-го артиллерийского полка. 
С ноября 1931 года начальник хозяйственного довольствия команды № 1011 УНР-52 (Харьковский военный округ). 
С марта 1932 года начальник хоз.довольствия в/ч 4385. 
С июня 1935 года командир роты в/ч 1516. 
С апреля 1938 года командир отд. танковой роты 41-й стрелковой дивизии.
С декабря 1938 года слушатель Ленинградских БТ КУКС.
С сентября 1939 года начальник АБТС 162-й стрелковой дивизии. 
С 21 ноября 1939 года помощник начальника штаба 52-й отдельной легкотанковой бригады. 
С 22 апреля 1941 года и.д. начальника отделения тыла 50-й танковой дивизии. 
С 18 июня 1941 года начальник 5-го отделения (тыла) штаба 50-й танковой дивизии 25-го механизированного корпуса.

### В Великую Отечественную войну
Начало Великой Отечественной войны встретил в прежней должности. 
В августе 1941 года выполнял обязанности начальника штаба 50-й танковой дивизии Бря́нского фронта . Награждён орденом Красного Знамени.
В 1941 году заместитель командира 150-й танковой бригады по строевой части. 
С 19 апреля 1942 года — заместитель командующего по танковым войскам, он же начальник АБТО 48-й армии. 
С 11 января 1943 года — командующий БТ и МВ 48-й армии.
Награждён орденом Отечественной войны 1 степени. В июле 1944 года награждён полководческим орденом Кутузова 2 степени. В ноябре 1944 года награждён вторым орденом Красного Знамени.
Особенно отличился в ходе Восточно-Прусской стратегической наступательной операции. Ему подчинённые танковые и механизированные части первыми вышли к Балтийскому морю. За хорошее руководство танковыми и механизированными войсками в бою, и проявленные личное мужество и инициативу награждён полководческим орденом Суворова 2 степени.

### После войны
С 15 октября 1945 года и.д. командующего БТ и МВ Казанского территориального округа. 
С 1 марта 1946 года — командующий БТ и МВ Казанского территориального округа. 
С 10 июня 1946 года Заместитель командира 5-й танковой дивизии. 
С 26 марта 1947 года командир 3-го гв. кадрового танкового полка 7-й отд. кадровой танковой дивизии. 
С 14 марта 1950 года Командующий БТ и МВ 7-й гвардейской армии. Окончил заочный факультет Военную академию имени М. В. Фрунзе (1950). 
С 25 марта 1951 года в распоряжении 10-го Управления Генерального штаба СА.
С 10 апреля 1951 по 27 октября 1954 года в длительной командировке в должности военного советника при командире механизированного (танкового корпуса) Венгерской армии.
С 29 октября 1954 по 1 ноября 1955 года слушатель Высших академических курсов при Высшей военной академии имени К. Е. Ворошилова.
С 19 ноября 1955 года помощник командующего, начальник отдела боевой подготовки 8-й механизированной армии (Прикарпатский ВО). 
С 15 марта 1957 года — зам.командующего по боевой подготовке, начальник отдела боевой подготовки 8-й механизированной армии. 
С 4 июня 1957 года — заместитель командующего по боевой подготовке, начальник отдела боевой подготовки 8-й танковой армии.
С 27 декабря 1957 года — Начальник военной кафедры Каменец-Подольского сельско-хозяйственного института.
Приказом МО № 331 от 02.04.1958 уволен в запас по ст. 59 б.
Умер 2 февраля 1976 года.

## Награды
- Орден Ленина (15.11.1950)[6];
- Орден Красного Знамени, трижды: (10.11.1941)[7], 3 ноября 1944 года[8], (5.11.1954))[9];
- Орден Суворова II степени (10.04.1945)[10];
- Орден Кутузова II степени (04.07.1944)[11];
- Орден Отечественной войны I степени (15.01.1944)[12];
- Медаль «За победу над Германией в Великой Отечественной войне 1941—1945 гг.» (9.06.1945)[13];
- Медаль «За взятие Кёнигсберга» (9.06.1945)[14];
- Юбилейная медаль «30 лет Советской Армии и Флота»;
- Юбилейная медаль «40 лет Вооружённых Сил СССР»;
- Юбилейная медаль «50 лет Вооружённых Сил СССР».

## Воинские звания
- капитан (Приказ НКО № 00622 от 23.07.1938),
- майор (Приказ НКО № 0102 от 06.1941),
- подполковник (Приказ НКО № 02849 от 11.04.1942),
- полковник (Приказ НКО № 03427 от 01.06.1943)[4] .
- генерал-майор танковых войск (Постановление СНК № 1241 от 13.09.1944)[4]